# 法比奥·马伊
法比奥·马伊（義大利語：Fabio Maj，1970年6月16日—），意大利男子越野滑雪运动员。他曾代表意大利参加1998年和2002年冬季奥林匹克运动会越野滑雪比赛，获得二枚银牌。